# Michalis Kapsis
Michalis Kapsis, řecky Μιχάλης Καψής (* 18. říjen 1973, Nikaia) je bývalý řecký fotbalista. Nastupoval většinou na postu obránce.
S řeckou reprezentací vyhrál mistrovství Evropy roku 2004. V národním mužstvu hrál v letech 2003–2007 a odehrál 34 zápasů, v nichž vstřelil 1 gól.
S Olympiakosem Pireus se stal dvakrát mistrem Řecka (2006, 2007), s Apoelem Nicosia má titul kyperský (2007). Třikrát získal řecký pohár, dvakrát s AEK Athény (2000, 2002), jednou s Olympiakosem (2006). S Apoelem získal pohár kyperský.